# 나하 공항
나하 공항(那覇空港 나하쿠코[*], 영어: Naha Airport, IATA: OKA, ICAO: ROAH)은 일본 오키나와현 나하시에 있는 국제공항으로 이용 여객 수 기준으로 하네다, 나리타, 간사이, 후쿠오카, 삿포로에 이어 일본 6위이자 국내선 4위의 공항 및 일본 트랜스오션 항공과 류큐 에어 커뮤터의 허브 공항이기도 하며 오키나와현의 주요 관문 역할을 담당하고 있다.

## 개요
나하 공항은 1933년에 구 일본 해군에 의해 설립되었다. 공항을 포함한 시설은 태평양 전쟁 후 미군 점령을 거쳐 나하 공항(Naha Airfield)이 되었고, 1972년 반환 후에는 항공자위대의 비행장과 민간 공항으로 이용되고 있다. 항공자위대 나하기지(JASDF Naha Air Base)에는 각 관공서의 항공 제반 시설이 같이 있다.
1999년 국제선 터미널을 신축하였으며, 면세점으로 이용되고 있다. 2003년 국제선으로 타이완및 홍콩을 비롯한 중화권 노선이 확충되었다. 외국 항공사는 아시아나항공, 중국동방항공, 드래곤 에어, 중화항공 외의 항공사가 운항하고 있다. 육상교통편으로는 리무진 버스, 모노레일 등을 이용할 수 있다.
항공자위대 및 국토보안성 등을 제외하고 민간에 할당되어 있는 것은 국내선, 국제선, LCC터미널, 화물터미널 4개이며, 30개 이상의 노선이 취항하고 있다. 지상 4층 규모의 신 국제선 터미널을 2014년 2월 17일에 개장해 사용하기 시작했다. 과거 일본항공과 전일본공수가 도쿄 국제공항(하네다)로 B747을 운영하였으나, 현재는 다른 기종으로 대체되었다.
근처에 있는 미군 가데나 공군 기지를 이용하는 항공기와 관제 시 간섭이 일어나는데 공군 기지 측이 우선권을 가지고 있다. 오키나와 부근은 악천후가 꽤 잦아 날씨로 인해 민간 항공기가 인근 가데나 공군기지에 착륙하기도 한다. 착륙 후에는 승객은 기내에서 대기하다가, 기상 상태가 호전되면 기지에서 다시 이륙해 나하 공항에 착륙하는 방식을 사용한다. 이는 가데나 공군기지에 민간 항공 여객 수송을 위한 설비 및 시설이 없기 때문이다.

## 활주로 증설
나하 공항은 항공 수요의 증가와 항공 자위대 전투기와의 간섭 등에 따른 활주로 용량의 한계에 대비하여 기존 활주로에서 서쪽으로 1310 m를 이격하여 2700 m 길이의 평행 활주로를 건설하였다.
이 활주로는 2008년에 일본 국토교통성이 건설을 결정한 후 여러 차례의 주민 협의와 환경 영향 평가를 거쳐, 바다에 콘크리트 블록을 설치해 1.6 km2를 매립하는 방식으로 만들기로 하였다. 이 사업은 2014년 1월에 착공하였고, 2019년 12월에 완공해 2020년 3월 26일에 활주로를 개장하여 운용중이다.

## 운항 노선

### 국제선
| 항공사               | 도착지                           |
| -------------------- | -------------------------------- |
| 피치 항공            | 타이페이(타오위안)               |
| 대한항공             | 서울(인천)                       |
| 아시아나항공         | 서울(인천)                       |
| 이스타항공           | 서울(인천), 부산                 |
| 제주항공             | 서울(인천)                       |
| 진에어               | 서울(인천), 부산                 |
| 티웨이항공           | 서울(인천), 대구                 |
| 중국국제항공         | 베이징(수도)                     |
| 중국동방항공         | 상하이(푸둥)                     |
| 준야오 항공          | 상하이(푸둥)                     |
| 춘추항공             | 상하이(푸둥)                     |
| 홍콩 익스프레스 항공 | 홍콩(첵랍콕)                     |
| 중화항공             | 타이페이(타오위안), 가오슝       |
| 에바 항공            | 타이페이(타오위안)               |
| 스타룩스 항공        | 타이페이(타오위안)               |
| 타이거 항공 타이완   | 타이페이(타오위안), 가오슝       |
| 바틱 에어 말레이시아 | 쿠알라룸푸르, 타이페이(타오위안) |
| 타이 에어아시아      | 방콕(돈므앙), 타이페이(타오위안) |

### 국내선
| 항공사               | 도착지 |
| -------------------- | --- |
| 류큐 에어 커뮤터     | 구메지마, 기타다이토, 미나미다이토, 아마미, 요나구니, 요론, 이시가키                                                |
| 솔라시드 항공        | 도쿄(하네다), 가고시마, 고베, 나고야(주부), 미야자키, 이시가키, 후쿠오카                                            |
| 스카이마크 항공      | 도쿄(하네다), 고베, 나고야(주부), 시모지지마, 이바라키, 후쿠오카                                                    |
| 일본항공             | 도쿄(하네다), 오사카(이타미)                                                                                        |
| 일본 에어 커뮤터     | 오키노에라부 |
| 일본 트랜스오션 항공 | 고마쓰, 구메지마, 나고야(주부), 미야코, 오사카(간사이), 오카야마, 이시가키, 후쿠오카                                |
| 전일본공수           | 도쿄(하네다), 마쓰야마, 미야코, 센다이, 오사카(간사이), 오사카(이타미), 후쿠오카, 히로시마 계절편: 삿포로, 시즈오카 |
| 제트스타 재팬        | 도쿄(나리타), 나고야(주부), 오사카(간사이)                                                                          |
| 피치 항공            | 삿포로(신치토세), 센다이, 오사카(간사이), 후쿠오카                                                                  |
| ANA 윙스             | 구마모토, 나고야(주부), 마쓰야마, 미야코, 이시가키, 이와쿠니, 후쿠오카                                              |

## 교통

### 리무진 버스
- 나하시 (나하 버스터미널)
- 북부 지역 리조트 (호텔 문 비치, 르네상스 리조트 오키나와, 선 마리나 호텔, 리잔 시파크 호텔 탄차베이)
- 중부 지역 리조트 (아사히바시역앞, 라구나 가든 호텔, 더 비치타워 오키나와, 호텔 닛코 아리바라)

### 철도
- 나하공항역 - 오키나와 도시 모노레일선

### 택시
- 요금 : 100엔 ~ 소요 시간 50분

## 사건
- 1994년 12월 11일, 람지 유세프는 필리핀 항공 434편에 폭탄을 설치했는데, 이 폭탄은 마닐라에서 세부를 거쳐 도쿄로 가는 도중 폭발하여 승객 1명이 숨지고 10명이 다쳤다. 그 비행기는 나하 공항에 무사히 비상 착륙했다.

- 2007년 8월 20일, 보잉 737-800 기종인 중화항공 120편이 착륙 후 택싱 중 갑자기 오른쪽 날개 밑에서 불이 시작되어 비행기 전체를 순식간에 집어삼키고 있었다. 모든 승객과 승무원들은 안전하게 대피했다. 이후 조사 결과 슬래트 구동 메커니즘의 일부가 연료 탱크를 관통했고 누출된 연료가 뜨거운 엔진 부품과 접촉하면서 발화했다는 사실이 밝혀졌다.

- 2015년 6월 3일, 삿포로행 전일본공수 보잉 737기가 JASDF CH-47 치누크헬기가 이륙 허가 없이 출발 경로를 넘어간 후 나하에서 이륙을 중단했다. 일본 트랜스오션 항공은 항공 교통 통제에도 불구하고 전일본공수 항공기 400미터 뒤에서 정지하면서 같은 활주로에 착륙했다.

- 2019년 7월 21일, 아시아나항공이 관제관의 허가를 받지 않은 채 활주로에 진입했다. 이로 인해 이미 착륙 허가를 받은 일본 트랜스오션 항공이 활주로 앞 3.7km까지 내려왔다가 다시 고도를 높여 올라갔고, 약 20분 다시 착륙을 시도하는 소동이 있었다. 나하 공항에서는 스톱(STOP)이라고 말했지만 아시아나항공은 그냥 이륙하였다.